# پنهولد
پنهولد (به انگلیسی: Penhold) یک منطقهٔ مسکونی در کانادا است که در آلبرتا واقع شده‌است. پنهولد ۳٬۲۷۷ نفر جمعیت دارد و ۸۷۱ متر بالاتر از سطح دریا واقع شده‌است.